# Richard von Volkmann
Richard von Volkmann (Lipsia, 17 agosto 1830 – Lipsia, 28 novembre 1889) è stato un chirurgo tedesco.

## Biografia
Nacque a Lipsia il 17 agosto 1830, figlio del fisiologo A.W. Volkmann. Richard entrò in una scuola medica e si laureò nel 1854 a Berlino. Nel 1867 fu nominato professore di chirurgia e direttore della clinica chirurgica di Halle dove rimase fino alla pensione. Era uno dei chirurghi più importanti del suo tempo. Morì a Jena.

## Contributi
- Eseguì la prima escissione del carcinoma del retto nel 1878.
- Descrisse la contrattura ischemica di Volkmann nel 1881
- Introdusse la chirurgia per la tubercolosi articolare.
- Nel 1894 descrisse tre pazienti con il cancro allo scroto.
- È stato un primo sostenitore di Joseph Lister e introdusse in Germania la chirurgia antisettica.
- Ha inventato il retrattore chirurgico, ora noto come il Volkmann Retractor.
- Ha inventato il cucchiaio di Volkmann, strumento molto utilizzato in chirurgia ortopedica

## Opere
Editò (1870-89) Beiträge zur Chirurgie e contribuì con Franz von Pitha e Theodor Billroth per la pubblicazione di Handbuch der Chirurgie (1865-72). Ha scritto Bemerkungen über einige vom Krebs zu trennende Geschwülste (1858).
Altri:
- Träumereien an französischen Kaminen (1871)
- Aus der Burschenzeit (1876)
- Gedichte (Poema, 3d ed. 1885)
- Kleine Geschichten (1888)
- Alte und neue Troubadourlieder (2d ed. 1890)